# ريكي كوله
ريكي كوله (بالهولندية: Rikkie Valerie Kollé) (مواليد 6 ابريل 2001) هي عارضة أزياء هولندية، وحاصلة على لقب ملكة جمال هولندا لعام 2023. تعتبر أول امرأة متحولة جنسيًا تفوز بجائزة ملكة جمال في هولندا، وثاني متحولة بالعالم تفوز بلقب ملكة جمال بعد أنجيلا بونس. وهي بذلك مرشحة لدخول مسابقة ملكة جمال العالم التي ستقام في السلفادور

## حياتها ومسيرتها
تعود أصول كوله إلى قبائل المولكان بالإضافة لأصولها الهولندية. وقد ولدت في بلدة بريدا في جنوب هولندا. شاركت لأول مرة كعارضة أزياء في الموسم 11 من توب موديل هولندا عام 2018، وفي مشاركتها التالية عام 2019 وصلت إلى النهائيات. خضعت لعملية تحول جنسي لتصبح أنثى في يناير 2023.

حصلت ريكي على لقب ملكة جمال هولندا سنة 2023، وذاع صيتها لكونها أول متحولة جنسيًا تفوز باللقب الهولندي. وبعد فوزها قالت عبر صفحتها على إنستغرام: